# Міжнародний секретаріат НАТО
Міжнародний секретаріат НАТО — це дорадчий та адміністративний орган під керівництвом Генерального секретаря НАТО, що забезпечує роботу делегацій країн-членів НАТО на рівні різних комітетів і допомагає втілювати в життя їхні рішення. Знаходиться в штаб-квартирі НАТО у м. Брюссель (Бельгія).

## Історія
Міжнародний секретаріат був заснований у 1951 році для підтримки Північноатлантичної ради. Статус Міжнародного секретаріату визначено в «Угоді про статус Організації Північноамериканського договору», яку уклали в результаті переговорів між національними представниками та Міжнародним секретаріатом у вересні 1951 року.
Упродовж років свого існування Міжнародний секретаріат зазнавав багаторазової реорганізації. Його остання реструктуризація проводилась у листопаді 2002 року за результатами Празького саміту НАТО, на якому глави держав і урядів країн НАТО ухвалили низку заходів, мета яких — зміцнити здатність Альянсу протистояти сучасним загрозам безпеці. Серед них була реорганізація Міжнародного секретаріату НАТО та запровадження сучасних процесів управління.

## Структура
Міжнародний секретаріат складається із канцелярії Генерального секретаря, семи відділів, кожен з яких очолює помічник Генерального секретаря, та кількох незалежних бюро та служб. У Міжнародному секретаріаті НАТО працює близько 1200 співробітників.

### Особиста канцелярія
Генеральний секретар, який очолює Міжнародний секретаріат і є його членом з адміністративної точки зору, має особисту канцелярію, до складу якої входять директор і співробітники, заступник Генерального секретаря, Бюро юридичного радника та відділ політичного планування.

### Відділи
- відділ політичних питань і політики безпеки надає консультації з політичних питань і віддає основні керівні вказівки. Він відіграє провідну роль у політичних аспектах головних безпекових завдань НАТО, серед яких — регіональні й економічні справи, питання безпеки, відносини з іншими міжнародними організаціями та країнами-партнерами;

- відділ оборонної політики та планування розробляє та втілює оборонну політику та плани в рамках фундаментальних завдань НАТО в галузі безпеки. Серед них — оборонне планування, ядерна політика Альянсу, захист від зброї масового знищення та певні аспекти оперативного планування;

- оперативний відділ забезпечує НАТО оперативними можливостями, необхідними для стримування, оборони та врегулювання кризових ситуацій. До його функцій входить діяльність НАТО з врегулювання криз, миротворча діяльність, планування дій цивільних органів і служб на випадок надзвичайних ситуацій та проведення військових навчань;

- відділ оборонних інвестицій відповідає за розвиток та інвестиції в активи, функціональні можливості та засоби, які необхідні для зміцнення обороноздатності Північноатлантичного союзу, включаючи планування озброєнь, інвестиції в протиповітряну оборону та безпеку;

- відділ громадської дипломатії виконує одне із першочергових завдань НАТО — підтримує зв'язки з широкими колами громадськості. Він відповідає за інформування різної цільової аудиторії про діяльність і політику НАТО у засобах масової інформації, на сторінці НАТО в мережі Інтернет, за допомогою мультимедійних засобів і друкованих публікацій, семінарів і конференцій, а також Наукової програми НАТО;

- адміністративно-господарський відділ відповідає за організацію роботи співробітників секретаріату, фінанси та стандарти безпеки. Завдання цього відділу — налагодження успішної роботи Міжнародного секретаріату НАТО та забезпечення підтримки всім підрозділам, які функціонують в штаб-квартирі НАТО, включаючи допоміжні органи та служби організації конференцій, інформаційного, кадрового та фінансового управління;

- відділ з питань нових загроз безпеці був створений нещодавно для роботи з низкою нетрадиційних ризиків і загроз, які розвиваються. Він розпочав свою роботу на початку серпня 2010 року та зосередив увагу на питаннях боротьби з тероризмом, розповсюдженням зброї масового знищення, кібернетичного захисту й енергобезпеки.

### Незалежні бюро та служби
До складу Міжнародного секретаріату НАТО входять Служба безпеки, Бюро НАТО з питань ресурсів (кожен із цих структурних підрозділів має свого керівника), апарат фінансового директора та незалежна Міжнародна рада аудиторів.
Служба безпеки НАТО — це окремий орган, на який покладене завдання узгодження, моніторингу та реалізації політики безпеки НАТО, гарантування загальної безпеки НАТО. Крім того, Служба безпеки відповідає за безпеку в штаб-квартирі НАТО.
Бюро НАТО з питань ресурсів створене в 2007 році. Під керівництвом директора цього Бюро працюють всі співробітники Міжнародного секретаріату, які відповідають за військові питання, що фінансуються за рахунок спільних фондів НАТО. Це має на меті удосконалити управління військовими ресурсами, які спільно фінансуються, в штаб-квартирі НАТО.